# 広瀬藤蔵
広瀬 藤蔵（ひろせ とうぞう、1895年 - 1950年）は、大日本帝国海軍軍人。最終階級は海軍少将。

## 経歴
1895年に熊本県に生まれる。熊本県立玉名中学校を1915年に卒業（同級生に中川州男）後、海軍機関学校に進む（第27期）。
海軍機関少尉に任官後は特別演習審判官、海軍艦製本部部員、海軍省教育局局員、海軍大学校教官、海軍技術会議議員などを歴任した。この間、海軍大学校機関学科を卒業している。
1943年に第六艦隊の機関長となり、1945年5月に海軍少将に昇進した。最終ポストは佐世保軍需部長だった。
1947年（昭和22年）11月28日、公職追放仮指定を受けた。1950年に54歳で死去。